# Xã Ludlow, Quận Champaign, Illinois
Xã Ludlow (tiếng Anh: Ludlow Township) là một xã thuộc quận Champaign, tiểu bang Illinois, Hoa Kỳ. Năm 2010, dân số của xã này là 4.278 người.